# 토머 언드라시
토머 언드라시(헝가리어: Toma András, 1925년 12월 5일 ~ 2004년 3월 30일)는 53년 동안 러시아(옛 소련)의 정신 병원에 갇혀 있던 헝가리 사람이다.
토머 언드라시는 1944년 제2차 세계 대전 당시 추축국인 독일군 진영에 있던 헝가리군에 징집되었으나 1945년 초 폴란드 크라쿠프에서 소련군에게 포로로 잡혔다. 독일어도 하지 못하고 러시아어도 하지 못하는 그의 신원을 확인해줄 서류가 없었기 때문에, 그는 결국 모스크바에서 700km 떨어진 코텔니치 정신병원에 수용되었다. 그가 헝가리어로 말하는 것을 알아듣지 못한 병원 관계자들은 그에게 ‘언드라시 터마시(András Tamás)’라는 이름을 붙이고, 그가 조현증을 앓고 있다고 생각하여 강제로 약을 먹였다. 결국 그는 소비에트 연방이 해체된 뒤에도 10년 가까이 정신병원에 갇혀 있었다.
1999년말 병원을 방문한 슬로바키아 출신 의사가 토머가 간간히 내뱉는 헝가리어를 알아 들었고, 이것을 계기로 그가 헝가리인이라는 것이 알려졌다. 이와 같은 사실이 언론을 통해 알려지면서 토머는 병원에서 풀려났고, 제2차 세계 대전의 마지막 전쟁 포로로서 국민적 영웅으로 대접받으며 헝가리로 귀국했다. 그러나 토머는 정신병원에서 53년 동안 갇혀 있으면서 약물 치료를 받아왔기 때문에 실제로 정신 이상을 앓게 되었으며 자신의 이름조차 제대로 기억하지 못했다. 그의 친척이라고 주장한 80여 명의 사람중에서 DNA를 이용한 친족 검사로 그의 친척을 찾을 수 있었으며, 말년에는 고향에서 여동생과 함께 살았다.

## 같이 보기
- 찬드라 쿠마리 구룽 - 같은 이유로 대한민국에서 정신병원에 갇혀 있었던 네팔 사람.